# Momordica angolensis
Momordica angolensis är en gurkväxtart som beskrevs av R. Fernandes. Momordica angolensis ingår i släktet Momordica och familjen gurkväxter. Inga underarter finns listade i Catalogue of Life.